# Marie Popelin
Marie Popelin, född 1846, död 1913, var en belgisk jurist. Hon var den första kvinnan att ta juristexamen vid ett universitet och att bli advokat i Belgien (1888). Hon var också feminist, och grundade 1892 Belgiens första förening för kvinnors rättigheter, Ligue belge du droit des femmes, och landets första förening för kvinnlig rösträtt, Conseil national des femmes belges, tillsammans med Isala Van Diest, år 1905.

## Eftermäle
Asteroiden 11090 Popelin är uppkallad efter henne.